# Мер'єм Боз
Мер'єм Боз (тур. Meryem Boz; нар. 3 лютого 1988, Ескішехір) — турецька волейболістка, догравальник і діагональний нападник турецького «Серамиксана» і збірної Туреччини.

## Кар'єра
Свою кар'єру волейболістки Мер'єм Боз починала у 2005 році в клубі «Іллер Банкаси», за який вона виступала протягом наступних п'яти сезонів, не вигравши жодного трофею. Влітку 2009 року Мер'єм Боз була вперше викликана в національну збірну для участі на чемпіонаті Європи. Через рік вона завоювала свою першу медаль у професійній кар'єрі: бронзу в Євролізі 2010. У сезоні 2010/11 Мер'єм Боз грала за польський клуб «Трефль» із Сопота. Але вже в наступному сезоні вона знову представляла «Іллер Банкаси».
У сезоні 2012/13 Мер'єм Боз підписала контракт зі стамбульським «Фенербахче», а в наступному сезоні грала за «Галкбанк» з Анкари.
У чемпіонаті 2014/15 Боз знову змінила клуб, на цей раз перейшовши в «Бурсу ББ», вигравши з нею Кубок Виклику, де вона була визнана найціннішим гравцем турніру. У складі збірної Туреччини Мер'єм Боз завоювала срібну медаль Євроліги 2015. У 2015 році вона перейшла в інший клуб з Бурси «Нилюфер».
У сезоні 2016/17 Мер'єм Боз приєдналася до команди «Серамиксан» з Тургутлу, що вийшла тоді в Першу лігу Туреччини. З національною збірною Боз виграла бронзову медаль на чемпіонаті Європи 2017.

## Досягнення

### Клубні
- Кубок Виклику ЄКВ: 2014/15

### У збірній
- Ліги Європи 2010
- Ліги Європи 2015

### Індивідуальні нагороди
- 2015 — Кубок Виклику: найцінніший гравець